# Skream
Skream (nacido Oliver Dene Jones en West Wickham, Bromley, Londres, el 1 de junio de 1986) es un productor de dubstep radicado en Croydon. Es uno de los miembros del grupo Magnetic Man.

## Discografía

### Álbumes
- Skream! (2006)
- Outside the Box (2010)

### EP
- The Judgement (con Benga) (2003)
- Hydro (con Benga) (2004)
- The Southside EP 1 (2006)
- The Southside EP 2 (2006)
- Skreamizm Vol. 1 (2006)
- Skreamizm Vol. 2 (2006)
- Acid People (2007)
- Skreamizm Vol. 3 (2007)
- Skreamizm Vol. 4 (2007)
- Skreamizm Vol. 5 (Dec 2008)
- Skream & Benga(Dec 2011)
- Skreamizm Vol. 6 (Dec 2011)
- Skreamizm Vol. 7 (Dec 2012)
- RUKUS (Mar 2020)

### Sencillos
- 2005: "28g / Fearless"
- 2005: "Midnight Request Line"
- 2006: "Bahl Fwd / Temptation"
- 2006: "Dubstars, Vol. 2 EP"
- 2006: "Never Warned / Plodder Remix" with MRK1
- 2006: "Tapped / Dutch Flowerz"
- 2006: "Travels / Wise Men"
- 2007: "Assumptions Remix / Clockwatching"
- 2007: "Sub Island / Pass The Red Stripe"
- 2008: "Hedd Banger / Percression"
- 2009: "Burning Up/Memories of 3rd Base"
- 2009: "Just Being Me/Murdera"
- 2010: "Reprocussions Of A Razor Blade/ A New Dawn"
- 2010: "No Future (Skreamix)/ Minimalistix"
- 2011: "Exothermic Reaction / Future Funkizm"
- 2011: "Where You Should Be" (feat. Sam Frank)
- 2011: "Anticipate" (feat. Sam Frank)
- 2011: "Gritty"
- 2011: "Nefariousa"
- 2013: "Rollercoaster" (feat. Sam Frank)

### Remixes
2004:
- Loefah – Indian Dub (Skream Remix) (Lanzado en 2010 como "Indian Dub (Skream's 04 Remix)"

2005:
- The Black Ghosts – "Some Way Through This" (Skream & Plastician Remix)[4]
- Pinch – "Punisher" (Skream's Heavy Duty Remix)

2006:
- Digital Mystikz – "Ancient Memories" (Skream Remix)
- Omen – "The Rise" (Skream Dubplate)
- Qualifide – "Badman" (Skream Remix)

2007:
- DJ Zinc – "Flim" (Skream Remix)[5]
- Marc Ashken – "Roots Dyed Dark" (Skream Remix)
- Marc Ashken – "Size 3" (Skream Remix)
- Klaxons – "It's Not Over Yet" (Skream Remix)
- The Bug – "Poison" Dart (Skream Remix)
- Dave Gahan – "Saw Something" (Skreamix)
- David E. Sugar – "Oi Berlin, This Is London" (Oi This Doesn't Sound Like Skream Remix)
- Landslide vs Slaughtermob – "Splurt" (Skream Remix)
- MRK 1 – "Plodder" (Skream Remix)

2008:
- Geiom – "Reminissin'" (Skream's 'Time Traveller' Refix)
- 12th Planet – "Control" (Skreamix)

2009:
- Distance – "Night Vision" (Skream's 'So Nasty' Version)
- Skunk Anansie – "I Can Dream" (Skreamix)
- La Roux – "In for the Kill" (Skream's Let's Get Ravey Remix)
- La Roux – "In for the Kill" (That Doesn't Sound Like Skream's Remix)
- Bat for Lashes – "Pearls Dream" (Skream's Pour Another Glass of Champers Remix)[6]
- Toddla T featuring Benjamin Zephaniah and Joe Goddard – "Rebel" (Skream Remix)[7]
- Von D featuring Lady Phe Phe – "Show Me" (Skreamix)
- Chromeo – "Night by Night" (Skream Remix)
- Mackjiggah – "Assumptions" (Skream Mix)
- Uzul – Rumble Inna Station (Skream Remix)

2010:
- DJ Zinc – Inna Sound (Skream Remix)
- DJ Zinc Ft Ms Dynamite – "Wile Out"
- Deadmau5 – "Strobe" (Skream's Eyes Down Tribal Mix)
- Donae'o – "Riot Music" (Skream Remix)
- Katy B feat. Ms. Dynamite – "Lights On" (Skream Remix)
- P Money – "Left The Room" (Skream Remix)
- The Dead Weather – "I Cut Like A Buffalo" (Skreamix)
- Robin S. – "Show Me Love" (Skream Remix)

2011:
- Lethal Bizzle – "Pow 2011" (Skream Murky Mix)
- David Lynch – "I Know" (Skream's Not So Ravey Remix)
- Magnetic Man feat. John Legend – "Getting Nowhere" (Skream Remix)
- Cassius – "I <3 U So" (Skream's Made Zdar Feel Like He Was 20 Again Remix)
- Miles Kane – "Rearrange" (Skream Remix)
- Delphic – "This Momentary" (Skream Remix)
- Example vs. Laidback Luke – "Natural Disaster" (Skream Remix)
- Donae'o – "Check My Swagga Out" (Skream Remix)

2012:
- Rusko – "Somebody To Love" (Skream Remix)
- Kelis – "Distance"
- Burns – "Lies" (Skream Remix)

2013:
- Major Lazer feat. Flux Pavilion – "Jah No Partial" (Skream Remix)
- Duke Dumont – "Need U (100%)" (Skreamix)
- Rudimental – "Hell Could Freeze" (Skream Remix)
- Infinity Ink - "Infinity" (Skream's 99 Remix)